# Масеранга (Бјела)
Масеранга је насеље у Италији у округу Бијела, региону Пијемонт.
Према процени из 2011. у насељу је живело 212 становника. Насеље се налази на надморској висини од 491 м.